# Кирил Нешев (офицер)
 Тази статия е за генерала от ДС.  За философа вижте Кирил Нешев.  
Кирил Симеонов Нешев е български офицер, генерал-майор от Държавна сигурност.

## Биография
Роден е през 1921 г. Участва в Съпротивителното движение през Втората световна война. След 9 септември 1944 г. оглавява група за външно наблюдение към военното контраразузнаване. Дълги години е директор на II отдел на ДС, който отговаря за „Проследяване и проучване“. Достига до звание генерал-майор през 1969 г. През 1966 г. е награден с орден „9 септември 1944 г.“ – II степен с мечове. През 1970 г. е награден с орден „Народна република България“ – III ст. Между 1977 и 1986 г. е началник на отдел „Задгранични паспорти“ при МВР. Уволнява се през 1987 г. Умира през 2005 г.